# Clara Tauson
Clara Tauson (Copenaghen, 21 dicembre 2002) è una tennista danese.

## Biografia
Suo zio è l'ex tennista professionista Michael Tauson.
Nel 2016, a tredici anni, è diventata la più giovane vincitrice dei campionati assoluti danesi, battendo il record di Caroline Wozniacki, quattordicenne all'epoca. A livello juniores ha conquistato la vetta del ranking ITF e vinto sette titoli in singolare, e l'Australian Open juniores del 2019. Nel 2017 ha anche trionfato al Festival olimpico della gioventù europea.
In Fed Cup ha disputato 10 incontri, con un bilancio di 5 vittorie e altrettante sconfitte.
È stata allenata da Olivier Jeunehomme e Carlos Martinez. Attualmente è seguita da Lars Christensen.

### 2021 - primi titoli WTA e top-50
A livello WTA, nel 2021 vince due titoli 250, oltre al WTA 125K di Chicago: il primo trionfo della carriera nel circuito maggiore arriva in marzo a Lione, dove, partendo dalle qualificazioni, ha vinto il trofeo battendo in finale Golubic per 6–4, 6–1. In settembre, vince il secondo titolo WTA 250 in quel di Lussemburgo, sconfiggendo la finalista olimpica in carica Vondroušová in semifinale e la ex campionessa del Roland Garros Jeļena Ostapenko nell'ultimo atto, con il punteggio di 6–3, 4–6, 6–4. Grazie all'ottima stagione disputata, la danese è salita nella top-100 del ranking, posizionandosi ai piedi della top-50 (n°52). A fine ottobre raggiunge la terza finale dell'anno in quel di Courmayeur, vincendo su Li nei quarti e rimontando la n°3 del seeding Samsonova in semifinale. Nell'ultimo atto trova la croata Donna Vekić: da cui Tauson perde la sua prima finale WTA in carriera.
A livello slam, Clara ottiene il secondo turno al Roland Garros e allo US Open, mentre a Wimbledon si è fermata al primo.
Termina l'anno al n°44 della classifica mondiale.

### 2022 -best ranking, infortunio e uscita dalla top-100
Comincia l'anno al Melbourne Summer Set II, dove raggiunge i quarti battendo Kalinina  e Zhu; è poi costretta al ritiro contro Sasnovič (sul 3–6, 0–2). All'Australian Open, la danese raggiunge il suo primo terzo turno della carriera in uno Slam, sconfiggendo Astra Sharma e poi la n°7 del mondo Anett Kontaveit per 6–2, 6–4, collezionando inoltre la sua prima vittoria su una top-10. La sua avventura termina ai sedicesimi, battuta dalla futura finalista Danielle Collins. A Dubai non passa le qualificazioni, fermandosi al secondo turno contro Jastrems'ka. Il 7 febbraio, la danese coglie il suo best ranking piazzandosi 33º nelle classifiche mondiali. A Doha, elimina la campionessa olimpica Belinda Bencic prima di cedere nettamente alla top-5 Badosa.
A Indian Wells viene fermata al terzo turno dalla futura campionessa Iga Świątek; a Miami è costretta al ritiro nel corso del suo match d'esordio contro Zhang. Dopo un'altra uscita al primo turno a Madrid, è costretta a uno stop di tre mesi e ritorna in campo a Wimbledon, dove si ritira nel primo set contro la qualificata Hontama. 
Torna regolarmente nel circuito da agosto, collezionando diverse sconfitte premature (US Open compreso). A fine anno si dedica dunque ai tornei minori, ottenendo buoni riscontri tra cui il titolo ITF di Selva Gardena e la finale nel WTA 125 di Limoges, persa contro Anhelina Kalinina. 
Termina l'anno al n°128 del mondo.

### 2023: 3° turno al Roland Garros e rientro in top-100
Dopo aver fallito le qualificazioni per il WTA di Lione, riesce a entrare nel tabellone principale del WTA '500' di Linz da lucky-loser: batte nettamente la top-30 Begu e poi Camila Giorgi, approdando ai quarti di finale, dove perde da Petra Martić. A metà febbraio, vince il suo undicesimo titolo ITF ad Altenkirchen, superando in finale Greet Minnen. Anche a Maribor coglie una finale ITF, questa volta persa dalla giapponese Hontama. Al Roland Garros prende parte al torneo di qualificazione: eliminando Swan, Marčinko e Björklund, entra nel main-draw. Al primo turno, si impone su Sasnovič per poi sconfiggere Leylah Fernandez, ottenendo il terzo turno di uno slam per la seconda volta in carriera, la prima a Parigi. In tale circostanza, si arrende alla lucky loser Avanesyan, con lo score di 6-3 1-6 5-7. Grazie a tale risultato, rientra in top-100. Non ha la stessa fortuna a Wimbledon: la danese, infatti, non riesce ad approdare nel tabellone principale, fermandosi nell'ultimo turno di qualificazione alla slovacca Hrunčáková.
Nel resto della stagione, non ottiene risultati di rilievo, raccogliendo il secondo turno allo US Open, dove cede a Peyton Stearns. Chiude il 2023 al n°85 del mondo. 
A fine anno decide di farsi allenare dall'ex-coach di Holger Rune, Lars Christensen.

### 2024: primi ottavi slam e rientro in top-50
Tauson inizia la stagione con una semifinale nel WTA 125 di Canberra, dove cede alla spagnola Párrizas Díaz. All'Asutralian Open, dopo un successo su Minnen, perde da Azaranka. A Linz e Cluj-Napoca viene eliminata al secondo round mentre a Indian Wells non supera le qualificazioni. Le passa invece a Miami, dove soccombe al secondo turno alla top-5 Rybakina.
Sulla terra, coglie la finale del WTA 125 di Oeiras, dove si arrende a Suzan Lamens in tre set. Dopo un secondo turno a Roma partendo dalle qualficazioni, partecipa al Roland Garros. All'esordio, supera Tatjana Maria mentre, al secondo turno, si impone sulla n°11 del mondo Jeļena Ostapenko per 7-6(4) 4-6 6-3, tornando ai sedicesimi dello slam parigino. A differenza del 2023, questa volta Tauson approda al quarto turno, battendo un'altra ex campionessa slam, Sofia Kenin. Nel suo primo ottavo slam, cede alla top-10 Jabeur con un duplice 4-6. Grazie a questo risultato, rientra tra le prime 70 del mondo.
Dopo non aver colto alcuna vittoria su erba, prende parte al torneo olimpico di Parigi, dove si arrende subito a Bianca Andreescu (2-6 3-6). Anche sul cemento americano non raccoglie buoni risultati, giungendo al massimo al secondo turno a Cleveland e allo US Open (sconfitta da Šnajder). Nella trasferta asiatica, dopo due uscite premature tra Hua Hin e Pechino, la danese fa tappa a Hong Kong, dove raggiunge la finale del WTA 125, cedendo in tre set ad Ajla Tomljanović. Dopo i quarti a Osaka, si ferma al secondo turno al '500' di Tokyo, battuta da Sofia Kenin al tie-break del terzo set.
Chiude la stagione al n°50 del mondo.

### 2025: 3º titolo WTA e prima finale di livello 1000
Tauson inizia l'anno con un nuovo allenatore, Jasper Elsvad, che era il suo compagno di allenamento e che è diventato pure il suo fidanzato. Sul campo ottiene buoni risultati: a distanza di oltre tre anni, torna a raggiungere una finale nel circuito maggiore in quel di Auckland, superando Stefanini e poi le americane Kenin, Keys e Montgomery. Nella sua quarta finale in carriera, la danese approfitta del ritiro di Naomi Ōsaka dopo aver perso il primo set. Per Tauson è il terzo titolo WTA. Successivamente, prende parte all'Australian Open, dove replica il terzo turno del 2022 battendo Linda Nosková e Tatjana Maria. Nel match valevole per gli ottavi, viene sconfitta dalla n°1 del mondo Sabalenka.
A Linz raggiunge la semifinale, dove si arrende a Dajana Jastrems'ka. Dopo un primo turno a Doha, prende parte al WTA 1000 di Dubai: elimina Šramková e Svitolina per poi prendersi la rivincita su Aryna Sabalenka agli ottavi, battendola in due set e ottenendo la sua prima vittoria su una top-5. Si impone quindi sulle ceche Nosková e Muchová, riuscendo così ad approdare alla sua seconda finale annuale, la prima in carriera di questa caratura. Nella circostanza, cede alla giovane Mirra Andreeva, con lo score di 6(1)-7 1-6. Grazie al risultato, il 3 marzo si issa fino alla 21° posizione della classifica, suo nuovo best ranking. A Indian Wells e Miami non va oltre il terzo turno.
Su terra, esce all'esordio a Stoccarda contro Anastasija Potapova e a Madrid contro Belinda Bencic.

## Statistiche WTA

### Singolare

#### Vittorie (3)
| Legenda              |
| -------------------- |
| Grande Slam (0)      |
| Ori Olimpici (0)     |
| WTA Finals (0)       |
| WTA Elite Trophy (0) |
| Dal 2021             |
| WTA 1000 (0)         |
| WTA 500 (0)          |
| WTA 250 (3)          |

| N. | Data              | Torneo                       | Superficie  | Avversaria in finale | Punteggio     |
| 1. | 7 marzo 2021      | Open de Lyon, Lione          | Cemento (i) | Viktorija Golubic    | 6–4, 6–1      |
| 2. | 19 settembre 2021 | Luxembourg Open, Lussemburgo | Cemento (i) | Jeļena Ostapenko     | 6–3, 4–6, 6–4 |
| 3. | 5 gennaio 2025    | ASB Classic, Auckland        | Cemento     | Naomi Ōsaka          | 4-6, rit.     |

#### Sconfitte (2)
| Legenda              |
| -------------------- |
| Grande Slam (0)      |
| Argenti Olimpici (0) |
| WTA Finals (0)       |
| WTA Elite Trophy (0) |
| Dal 2021             |
| WTA 1000 (1)         |
| WTA 500 (0)          |
| WTA 250 (1)          |

| N. | Data             | Torneo                             | Superficie  | Avversaria in finale | Punteggio   |
| 1. | 31 ottobre 2021  | Courmayeur Ladies Open, Courmayeur | Cemento (i) | Donna Vekić          | 6(3)–7, 2–6 |
| 2. | 22 febbraio 2025 | Dubai Tennis Championships, Dubai  | Cemento     | Mirra Andreeva       | 6(1)-7, 1-6 |

## Circuito WTA 125

### Singolare

#### Vittorie (1)
| N. | Data           | Torneo                      | Superficie | Avversaria in finale | Punteggio     |
| 1. | 22 agosto 2021 | Chicago Challenger, Chicago | Cemento    | Emma Raducanu        | 6–1, 2–6, 6–4 |

#### Sconfitte (3)
| N. | Data             | Torneo                        | Superficie  | Avversaria in finale | Punteggio     |
| 1. | 17 dicembre 2022 | Open de Limoges, Limoges      | Cemento (i) | Anhelina Kalinina    | 3–6, 7–5, 4–6 |
| 2. | 21 aprile 2024   | Oeiras Ladies Open, Oeiras    | Terra rossa | Suzan Lamens         | 4–6, 7–5, 4–6 |
| 3. | 6 ottobre 2024   | Hong Kong 125 Open, Hong Kong | Cemento     | Ajla Tomljanovic     | 6–4, 4–6, 4–6 |

## Statistiche ITF

### Singolare

#### Vittorie (11)
| Torneo $100.000 (0) |
| Torneo $80.000 (0)  |
| Torneo $60.000 (3)  |
| Torneo $40.000 (0)  |
| Torneo $25.000 (4)  |
| Torneo $15.000 (4)  |

| N.  | Data              | Torneo                                                       | Superficie    | Avversaria in finale     | Punteggio        |
| 1.  | 5 novembre 2017   | Djursholm Ladies, Stoccolma                                  | Cemento (i)   | Ekaterina Jašina         | 6–3, 6–2         |
| 2.  | 3 marzo 2019      | Magic Tours, Monastir                                        | Cemento       | Arianne Hartono          | 6–2, 6–1         |
| 3.  | 17 marzo 2019     | Pingshan Open, Shenzhen                                      | Cemento       | Liu Fangzhou             | 6–4, 6–3         |
| 4.  | 24 marzo 2019     | ITF Women's Circuit Xiamen, Xiamen                           | Cemento       | Guo Meiqi                | 2–6, 6–3, 6–2    |
| 5.  | 14 settembre 2019 | Meitar Open, Meitar                                          | Cemento       | Katharina Hobgarski      | 4–6, 6–3, 6–1    |
| 6.  | 23 febbraio 2020  | AEGON Pro Series Glasgow, Glasgow                            | Cemento (i)   | Viktorija Tomova         | 6–4, 6–0         |
| 7.  | 23 agosto 2020    | Oeiras Magnesium K Active Cup, Oeiras                        | Terra rossa   | María Gutiérrez Carrasco | 6–3, 6–2         |
| 8.  | 23 gennaio 2021   | Fujairah International Women Tennis Open, Emirato di Fujaira | Cemento       | Viktorija Golubic        | 6–0, 4–6, 6–3    |
| 9.  | 21 febbraio 2021  | AK Ladies Open, Altenkirchen                                 | Sintetico (i) | Simona Waltert           | 3–6, 6–1, 6–3    |
| 10. | 3 dicembre 2022   | Women Val Gardena Südtirol Raiffeisen, Selva di Val Gardena  | Cemento (i)   | Emina Bektas             | 6–3, 7–5         |
| 11. | 19 febbraio 2023  | Burg-Wächter Ladies Open, Altenkirchen                       | Sintetico (i) | Greet Minnen             | 7–6(5), 4–6, 6–2 |

#### Sconfitte (4)
| Torneo $100.000 (0) |
| Torneo $80.000 (0)  |
| Torneo $60.000 (0)  |
| Torneo $40.000 (1)  |
| Torneo $25.000 (1)  |
| Torneo $15.000 (2)  |

| N. | Data            | Torneo                                    | Superficie  | Avversaria in finale | Punteggio     |
| 1. | 29 ottobre 2017 | Djursholm Ladies, Stoccolma               | Cemento (i) | Jacqueline Awad      | 4–6, 0–6      |
| 2. | 16 giugno 2019  | Kaltenkirchen Open, Kaltenkirchen         | Terra rossa | Yuki Naito           | 6–4, 4–6, 0–6 |
| 3. | 30 giugno 2019  | Darmstadt Tennis International, Darmstadt | Terra rossa | Vol'ha Havarcova     | 1–6, 6(3)–7   |
| 4. | 26 marzo 2023   | TK Brankit Open, Maribor                  | Cemento (i) | Mai Hontama          | 4–6, 6–3, 4–6 |

### Doppio

#### Sconfitte (1)
| Torneo $100.000 (0) |
| Torneo $80.000 (0)  |
| Torneo $60.000 (0)  |
| Torneo $40.000 (0)  |
| Torneo $25.000 (1)  |
| Torneo $15.000 (0)  |

| N. | Data             | Torneo                            | Superficie  | Compagna    | Avversarie in finale                  | Punteggio      |
| 1. | 22 febbraio 2020 | AEGON Pro Series Glasgow, Glasgow | Cemento (i) | Lara Salden | Myrtille Georges Kimberley Zimmermann | 6(2)–7, 6(5)–7 |

## Grand Slam Junior

### Singolare

#### Vittorie (1)
| Tornei del Grande Slam  |
| ----------------------- |
| Australian Open (1)     |
| Open di Francia (0)     |
| Torneo di Wimbledon (0) |
| US Open (0)             |

| N. | Data            | Torneo                     | Superficie | Avversario in finale   | Punteggio |
| 1. | 26 gennaio 2019 | Australian Open, Melbourne | Cemento    | Leylah Annie Fernandez | 6–4, 6–3  |

## Vittorie contro giocatrici top 10
| Stagione | 2022 | 2023 | 2024 | 2025 | Totale |
| -------- | ---- | ---- | ---- | ---- | ------ |
| Vittorie | 1    | 0    | 1    | 4    | 6      |

| #    | Giocatrice      | Ranking | Evento                            | Superficie  | Turno | Punteggio     | Rank. CTR |
| ---- | --------------- | ------- | --------------------------------- | ----------- | ----- | ------------- | --------- |
| 2022 |                 |         |                                   |             |       |               |           |
| 1.   | Anett Kontaveit | 7       | Australian Open, Melbourne        | Cemento     | 2T    | 6–2, 6–4      | 39        |
| 2024 |                 |         |                                   |             |       |               |           |
| 2.   | Maria Sakkarī   | 6       | Billie Jean King Cup, Oeiras      | Terra rossa | Z-EA  | 6-4, 6-4      | 87        |
| 2025 |                 |         |                                   |             |       |               |           |
| 3.   | Aryna Sabalenka | 1       | Dubai Tennis Championships, Dubai | Cemento     | 3T    | 6-3, 6-2      | 38        |
| 4.   | Emma Navarro    | 9       | Internazionali d'Italia, Roma     | Terra rossa | 3T    | 3-6, 6-0, 6-4 | 23        |
| 5.   | Iga Świątek     | 3       | Canadian Open, Montréal           | Cemento     | 4T    | 7-6(1), 6-3   | 19        |
| 6.   | Madison Keys    | 8       | Canadian Open, Montréal           | Cemento     | QF    | 6-1, 6-4      | 19        |